# Habib Yammine
Habib Yammine (in arabo حبيب يمين‎?; Zikrite, 1956) è un musicista, compositore, musicologo e pedagogista libanese.

## Biografia
Autore di una tesi universitaria sulla musica delle tribù yemenita, insegna all'università Parigi VIII, alla Cité della Musique a Parigi e Maqâm a Lilla. Habib Yammine pubblica molti articoli di riferimento sulla musica araba. I suoi studi sui trattati musicali della musica erudita fanno di lui uno specialisti dei ritmi arabi ed un controllo assoluto della tecnica di gioco dei tamburi come il riqq, il daf e la darabouka.

## Discografia
- 1995: Lucente stella: Moyen Alter - XXe siècle (con Pierre Hamon e John Wright)[1]
- 2008: Thurayya - Plejaden (Album)
- 2014: Machreq. Dhikr du Bien-aimé (Live-Album)[2]